# Músculo esternotiroideo
El esternotiroideo es un músculo ancho en forma de cinta como el esternocleidohioideo por debajo del cual está situado y se extiende desde el esternón hasta el cartílago tiroides.

## Inserciones
Se inserta:
1. Por una parte, en la cara posterior del primer cartílago costal y en la cara posterior del mango del esternón hasta la línea media
2. Por otra parte en los dos tubérculos de la cara externa del cartílago tiroides así como en un cordón ligamentoso oblicuo hacia arriba y afuera que reúne estos dos tubérculos.

## Relaciones
El músculo esternotiroideo se halla cubierto por el esternocleidohioideo en la mayor parte de su extensión. A su vez recubre la traqueoarteria, el cuerpo tiroides y sus haces más extensos, la carótida primitiva y la vena yugular interna. 
Es de notar que la dirección de este músculo no es completamente vertical sino ligeramente oblicua de abajo arriba y de dentro afuera. Resulta de esta oblicuidad que los dos músculos esternotiroideos, derecho e izquierdo, contiguos en su origen esternal se encuentran separados a la altura de su inserción tiroidea por un intervalo de uno o de muchos centímetros: entre ellos existe un intersticio triangular de base superior.

## Inervación
Está inervado como los demás músculos infrahiodeos por ramos provenientes del asa cervical del hipogloso, estos ramos se introducen en el músculo por su parte externa de su cara profunda.

## Acción
El músculo esternotiroideo hace bajar la laringe y por el intermedio de la misma el hueso hioides.